# 呉市立白岳小学校
呉市立白岳小学校（くれしりつしらたけしょうがっこう）は、広島県呉市にある公立小学校。

## 概要
呉市内では生徒、教職員数ともに2位。大半の卒業生が呉市立白岳中学校に進学する。

## 沿革
- 1956年（昭和31年）- 設立

## 学校教育目標
可能性への挑戦・感動・自律